# حفاظت از کوسه پرستار خاکستری

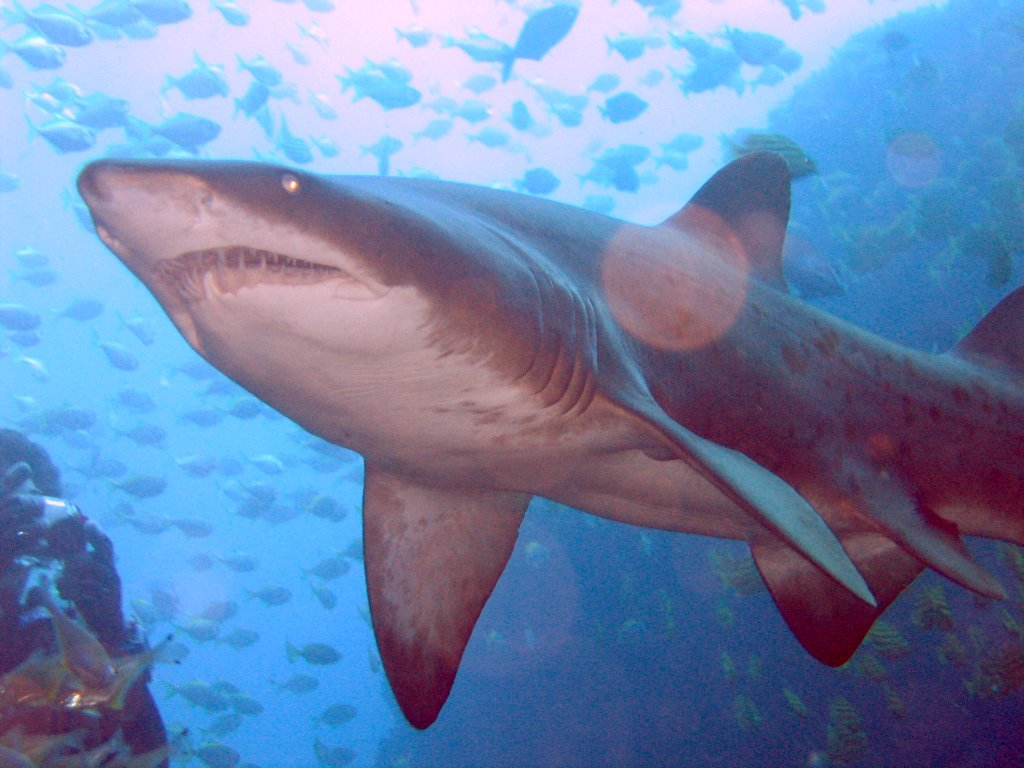
کوسه پرستار خاکستری

حفاظت از کوسه پرستار خاکستری یکی از اولین گونه‌های کوسه که تحت حفاظت قرار گرفت، کوسه پرستار خاکستری بود. زیست‌شناسی، پراکندگی و حفاظت از این گونه در پاراگراف‌های بعدی با تمرکز اصلی بر استرالیا بررسی می‌شود، زیرا در اینجا بود که برای اولین بار تحت حفاظت قرار گرفت.

## زیست‌شناسی
کوسه پرستار خاکستری، که کوسه دندان‌خراش نیز نامیده می‌شود، یک الاسموبرانش است و به خانواده کوسه‌های دندان‌خراش تعلق دارد. به راحتی می‌توان آن را از روی پوزه مخروطی شکل و فک پایین آویزانش تشخیص داد. هر دو فک مملو از دندان‌های تیز، بلند و نوک‌تیز هستند. سر صاف است و بدنی بزرگ و تنومند دارد که تا ۳٫۲ اینچ متغیر است. متر و وزن آن ممکن است تا ۳۰۰ کیلوگرم بدن در پشت به رنگ خاکستری تا قهوه‌ای مایل به خاکستری و در شکم به رنگ سفید مایل به کرم است. کوسه‌های جوان معمولاً لکه‌های تیره‌ای روی دو سوم بالایی بدن خود دارند. باله پشتی اول و دوم اندازه مشابهی دارند و باله دمی نامتقارن است. زمانی تصور می‌شد که این کوسه آدم‌خوار است، اما اکنون مشخص شده است که این کوسه به ندرت به انسان‌ها حمله می‌کند و اگر هم حمله کند، فقط برای دفاع است یا اگر طعمه قرار گرفته باشد.
کوسه‌ها شکارچیان اصلی اقیانوس‌های ما هستند و به همین دلیل برای اکوسیستم‌های دریایی به عنوان تنظیم‌کننده‌های مهم گونه‌های دیگر اهمیت دارند. آنها حیوانات ضعیف، پیر و مرده را می‌خورند. کوسه‌های پرستار خاکستری عمدتاً از خرچنگ‌ها، لابستر، کوسه‌های کوچک‌تر، ماهی، سفره‌ماهی و ماهی مرکب تغذیه می‌کنند.

## توزیع
کوسه‌های پرستار خاکستری در نزدیکی ساحل در آب‌های نیمه‌گرمسیری تا معتدل سرد، نزدیک به اکثر خشکی‌های قاره‌ای زندگی می‌کنند (در شرق اقیانوس آرام در نزدیکی آمریکای شمالی و جنوبی یافت نمی‌شوند). آنها بعضی مکان‌ها را ترجیح می‌دهند که منجر به توزیع ناهموار می‌شود. برای مثال، تعداد کمی کوسه پرستار خاکستری در شمال استرالیا یافت می‌شود، در حالی که در قسمت جنوبی آب‌های شرقی و غربی استرالیا نسبتاً فراوان هستند.
آنها معمولاً به آرامی در حال شنا، درست بالای کف دریا، در جویبارهای با کف شنی یا در غارهای سنگی زیر آب نزدیک صخره‌ها و جزایر صخره‌ای ساحلی یافت می‌شوند. آنها را می‌توان در اعماق مختلف از ۱۰ تا ۱۰ یافت. متر (نزدیک خط ساحلی) تا ۲۰۰ متر (در فلات قاره). آنها معمولاً انفرادی زندگی می‌کنند، اما گاهی اوقات دسته‌های کوچکی از کوسه‌های پرستار خاکستری در حال شنا و تغذیه با هم دیده می‌شوند.

## وضعیت حفاظت در استرالیا
کوسه پرستار خاکستری یکی از گونه‌های کوسه در معرض خطر انقراض است و گمان می‌رود اولین کوسه محافظت‌شده در جهان باشد. در سال ۱۹۸۴ در آب‌های نیو ساوت ولز (استرالیا) و بعداً در سراسر جهان «آسیب‌پذیر» اعلام شد. در سال ۱۹۹۶، این گونه توسط اتحادیه بین‌المللی حفاظت از طبیعت در فهرست گونه‌های «آسیب‌پذیر» جهانی قرار گرفت و در آب‌های مشترک‌المنافع استرالیا نیز «آسیب‌پذیر» اعلام شد. طبق قانون حفاظت از محیط زیست و تنوع زیستی مصوب ۱۹۹۹، اعتقاد بر این است که دو جمعیت مجزا از کوسه پرستار خاکستری در استرالیا وجود دارد. جمعیت این کوسه‌ها در ساحل شرقی به عنوان «به شدت در معرض خطر» فهرست شده است، در حالی که جمعیت کوسه‌های ساحل غربی طبق قانون (۱۹۹۹) به عنوان «آسیب‌پذیر» فهرست شده است. کوسه‌های پرستار خاکستری همچنین تحت قانون شیلات در نیو ساوت ولز، استرالیای غربی، ویکتوریا، تاسمانی و کوئینزلند محافظت می‌شوند. در قلمرو شمالی، این گونه توسط قانون حفاظت از پارک‌ها و حیات وحش قلمرو به عنوان «کمبود اطلاعات» طبقه‌بندی شده است.

## وضعیت فعلی
جمعیت این کشور در دهه‌های اخیر، به‌ویژه در دهه‌های ۱۹۶۰ و ۱۹۷۰، به‌طور چشمگیری کاهش یافته است. پس از ۲۰ سال حفاظت، جمعیت این کوسه‌ها هنوز در حال کاهش است و تقریباً ۱۰۰۰ تا ۱۵۰۰ کوسه پرستار خاکستری در شرق استرالیا باقی مانده است.

## علل زوال
هر ساله میلیون‌ها کوسه توسط تورهای ماهیگیری، صید ضمنی، اقدامات انتقام‌جویانه، تورهای محافظ کوسه در ساحل، ماهیگیری تجاری، تفریحی و ماهیگیری با نیزه کشته می‌شوند. خطر اصلی ناشی از صید ضمنی روش‌های غیرمستقیم ماهیگیری با قلاب و به‌ویژه قلاب‌های ماهیگیری تجاری در کف آب است که کوسه‌های ووبگانگ را هدف قرار می‌دهند. کوسه‌های پرستار خاکستری به دلیل بلوغ دیررس و موفقیت کم در تولید مثل، به ویژه در برابر این تهدیدات آسیب‌پذیر هستند. آنها در سن سه ماهگی به بلوغ جنسی می‌رسند و هر دو سال یک یا دو بچه به دنیا می‌آورند؛ بنابراین، جمعیت آنها بسیار کند رشد می‌کند. علاوه بر این، پراکندگی محدود و زیستگاه‌های خاص آنها مهاجرت به مناطق دیگر را برای آنها دشوار می‌کند. تورهای ساحلی باعث مرگ صدها کوسه می‌شوند که در تورها گرفتار می‌شوند و نمی‌توانند فرار کنند. این اتفاق در تورهای ماهیگیری ترال و ماهیگیری با تور نیز رخ می‌دهد. یکی دیگر از تهدیدها برای کوسه‌ها، کندن باله است.

## تلاش‌های حفاظتی
افزایش آگاهی عمومی منجر به توسعه روش‌هایی شده است که کشتار غیرعمدی ماهی‌های الاسموبرانش (کوسه‌ها و سفره‌ماهی‌ها)، لاک‌پشت‌ها و پستانداران دریایی را کاهش می‌دهد. یک روش ارزان برای کاهش صید ضمنی، استفاده از تونل‌های محافظ است. این‌ها کوسه‌ها، لاک‌پشت‌ها و سفره‌ماهی‌ها را قادر می‌سازند تا فرار کنند و زنده بمانند. نمونه اولیه‌ای که توسط هلندی‌ها استفاده شد، کاهش ۴۰ تا ۱۰۰ درصدی صید ضمنی آسیب‌پذیرترین گونه‌ها را به همراه داشت.
اندازه و بافت تورها نیز برای بقای گونه‌های بزرگتر و آسیب‌پذیر از اهمیت بالایی برخوردار است. اغلب نشان داده شده است که تورهای کوچک‌تر، همان مقدار ماهی هدف را صید می‌کنند و صید ضمنی را به میزان زیادی کاهش می‌دهند، به خصوص در مورد کوسه‌های بالغ.
ایجاد مناطق دریایی حفاظت‌شده به ویژه برای حفاظت از کوسه‌ها ارزشمند است و یک روش جدید، یعنی برچسب‌گذاری، می‌تواند مناطق ترجیحی علوفه و تولید مثل آنها را آشکار کند. یک نمونه خوب از مناطق دریایی مدیریت‌شده را می‌توان در خلیج جرویس، نیو ساوت ولز یافت. خلیج جرویس به مناطق زمانی تقسیم شده است، برخی برای ماهیگیری و برخی برای غواصی، و این استراتژی توسط ماهیگیران و غواصان مورد تأیید قرار گرفته است. با این حال، نیکولا بینون از انجمن بین‌المللی حقوق بشر می‌گوید: «غواصانی که مرتباً در مکان‌هایی مانند ساوت وست راکس در نیو ساوت ولز غواصی می‌کنند، به شما خواهند گفت که تا ۷۰ درصد کوسه‌ها در آنجا قلاب‌های ماهیگیری با قلاب را به دنبال خود دارند.» یکی دیگر از روش‌های پرکاربرد برای حفظ کوسه‌ها، گردشگری بوم‌شناختی مانند غواصی اسکوبا، غواصی در قفس و غذا دادن به کوسه‌ها است. با این حال، بسیار مهم است که این امر به شدت مدیریت شود، و رفتار کوسه‌ها تحت نظارت باشد. از غذا دادن و لمس کردن حیوانات دریایی باید اکیداً خودداری شود زیرا می‌تواند رفتار آنها را تغییر دهد و منجر به استرس طولانی مدت و شدید در حیوانات شود. غواصان متوجه شده‌اند که کوسه‌ها به دلیل افزایش رفتار سلسله مراتبی در اطراف مناطق کشتار، رفتار خود را تغییر می‌دهند. پایین‌ترین افراد در این سلسله مراتب دچار استرس می‌شوند و رفتارهای غیرقابل پیش‌بینی از خود نشان می‌دهند که می‌تواند منجر به حمله به انسان‌ها شود.

## برای مطالعهٔ بیشتر
- Barker, N. H. L.; Roberts, C.M. (2004). "Scuba diver behaviour and the management of diving impacts on coral reefs". Biological Conservation. 120 (4): 481–489. doi:10.1016/j.biocon.2004.03.021.
- Otway, N.M, Burke, A.L. , Morrison, N.S. and Parker, P.C. (2003) "Monitoring and identification of NSW Critical Habitat Sites for conservation of Grey Nurse Sharks." NSW Fisheries Final Report Series, No. 47.
- Pollard, D. A.; Smith, M.P.L. (1999). "Threatened fishes of the world: Carcharias taurus (Rafinesque, 1810)(Odontaspididae)". Environmental Biology of Fishes. 56 (4): 365. doi:10.1023/a:1007523504587.
- Boissonneault, M-F. (2009) Nurse or Nemesis? Public Perception of the Australian Grey Nurse Shark. Mandurah, WA:Equilibrium Books.